# 若林くんが寝かせてくれない
『若林くんが寝かせてくれない』（わかばやしくんがねかせてくれない）は、音井れこ丸による日本の漫画作品。雑誌『漫画アクション』（双葉社）にて、2015年8号（2015年4月7日発売）から2018年2号（2018年1月4日発売）まで連載。

## あらすじ
とある事情により、毎日睡眠不足に悩まされている高校教師の須住先生。唯一の楽しみは昼休みに昼寝をすることだが、須住先生に極端な好意を寄せる女子生徒の若林くんのせいで満足に眠ることが出来ない。果たして須住先生の寝不足が解消される日はやって来るのだろうか？

## 登場人物
須住 先生（すすむ せんせい）
本作の主人公。もじゃ毛と口髭とメタボ体形が特徴の高校教師。アパートの隣人の大学生カップルが毎夜性行為に励んでいるため、いつも寝不足に悩まされている（生徒には「深夜アニメを観るため」と説明している）。平均睡眠時間は2時間。睡眠不足解消のため、昼休みに主に保健室のベッドで昼寝をしようとするが、たいてい若林に邪魔される。学校には昼寝用の枕を必ず持参する。
若林 郁乃（わかばやし いくの）
本作のヒロイン。高校1年生で須住が担任をしているクラスの生徒。須住に極端な好意を寄せており、ことあるごとにアプローチをしてくるが、眠ることしか頭にない須住は若林の想いには気づいておらず「いつも自分の眠りを妨げる存在」としか認識していない。作者の別作品『おじさんとマシュマロ』に登場する若林姉弟とは、いとこ同士。
楠木 まりあ（くすのき まりあ）
養護教諭で通称「マリアン先生」。須住の昼寝のため保健室のベッドを貸している。おっとりした性格で、若林の須住に対する過度な愛情表現を目にしても、大して気に留めない。
小春川（こはるかわ）
若林のクラスメイトで友人。鬱屈した性格でネガティブ思考で暗闇を恐れている。いつも右目が前髪に隠れている。
浅野（あさの）
若林のクラスメイトで友人。明るく行動的な性格でポジティブ思考。小柄。
門戸（もんど）
若林の新学年からのクラスメイトで友人。趣味はエロ妄想で、妄想が過ぎると「ぐふっ」の声と共に顔が崩れる。
若林 勇（わかばやし いさむ）
若林郁乃のいとこ。『おじさんとマシュマロ』の登場人物だが、本作品にはシスコン描写はなく、郁乃に好意を寄せている。
西宮 宝子（にしみや ほうこ）
教育実習生で須住の元教え子。高校時代から須住に恋心を抱いており、若林に激しくライバル視される。巨乳の持ち主で若林には会うたびに胸を揉まれる。瞬時に服がビショビショになるほどの極度の多汗症。第32話で新任教師として母校に赴任する。

## 書誌情報
- 音井れこ丸 『若林くんが寝かせてくれない』、双葉社 〈アクションコミックス〉、全5巻
  1. 2016年1月25日初版発行（同日発売[1]）、ISBN 978-4-575-84747-5
  2. 2016年8月27日初版発行（同日発売[2]）、ISBN 978-4-575-84842-7
  3. 2017年3月27日初版発行（同日発売[3]）、ISBN 978-4-575-84950-9
  4. 2017年8月28日初版発行（同日発売[4]）、ISBN 978-4-575-85025-3
  5. 2018年2月28日初版発行（同日発売[5]）、ISBN 978-4-575-85111-3